# Fosas comunes soviéticas de Piatykhatky
Coordenadas: 50° 4'53.61"N 36°15'50.18"E

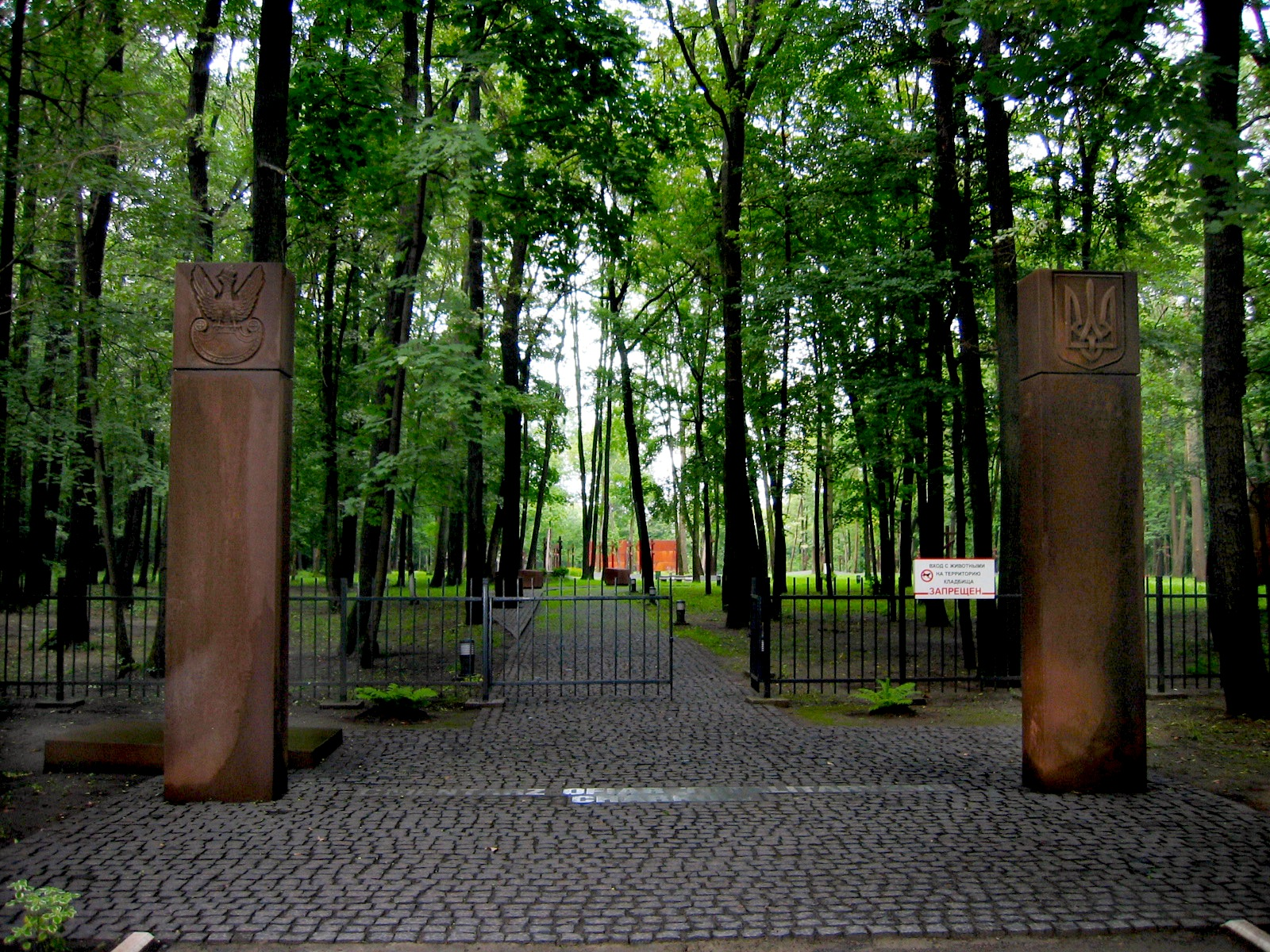
Járkov. Cementerio militar polaco de Piatykhatky.

Piatykhatky (en ucraniano П'ятихатки) es un pueblo cerca de Járkov, Ucrania, donde se encontraron fosas comunes soviéticas en las que fueron enterrados los cuerpos de víctimas de la Gran Purga de 1938 a 1939 y los de varios millares de oficiales polacos asesinados con ocasión de la más conocida masacre de Katyn. Los restos de los oficiales polacos asesinados por orden de Stalin poco después de la invasión de Polonia en colaboración con los ejércitos de Hitler, bajo el Pacto Molotov-Ribbentrop de 23 de agosto de 1939, están repartidos en diferentes lugares de enterramientos masivos en la antigua URSS. Las fosas comunes principales, aparte de las de Katyn, son las de Bykivnia, cerca de Kiev, pero hay otras más, como las del pueblo de Miednoje, cerca de Tver, anteriormente Kalinin.

## Las fosas
Las fosas se encontraron en un bosque situado a 12 km al norte del centro de Járkov. La expansión de la ciudad ha dado como resultado que los enterramientos estén ahora en los suburbios. A finales de los años 1930 la zona estaba escasamente poblada. El sitio solo estaba rodeado por una valla de madera y fue abandonado después de la Segunda Guerra Mundial. Se levantaron diversas construcciones en las proximidades a finales de los años 1950 y comienzos de los 1960. Un departamento del Instituto de Física y Tecnología de la ciudad (Харківский фізико-технічний інститут) y un barrio de viviendas se encuentran en la actualidad a menos de un kilómetro de las fosas comunes.
Fueron los niños de las cercanías los que, mientras jugaban, descubrieron el sitio y repararon en la presencia de restos óseos humanos, botones de uniformes e insignias polacas, así como restos de la presencia del ejército soviético.
Los habitantes de los alrededores sabían que los oficiales polacos habían sido enterrados allí. Las autoridades negaron los rumores. Incluso se construyó sobre las tumbas un área recreativa para el personal de la KGB y sus familias.
No fue sino hasta la década de 1990, después de la independencia de Ucrania, cuando el sitio fue reconocido oficialmente como la última morada de oficiales polacos asesinados por orden de Stalin, después de la partición de Polonia entre la Unión Soviética y la Alemania nazi. Las excavaciones se iniciaron a partir del 25 de julio de 1991 y duraron casi cinco años. En total se contaron 4.302 cuerpos de oficiales polacos, de los que 3.820 pudieron ser identificados.

## El Memorial

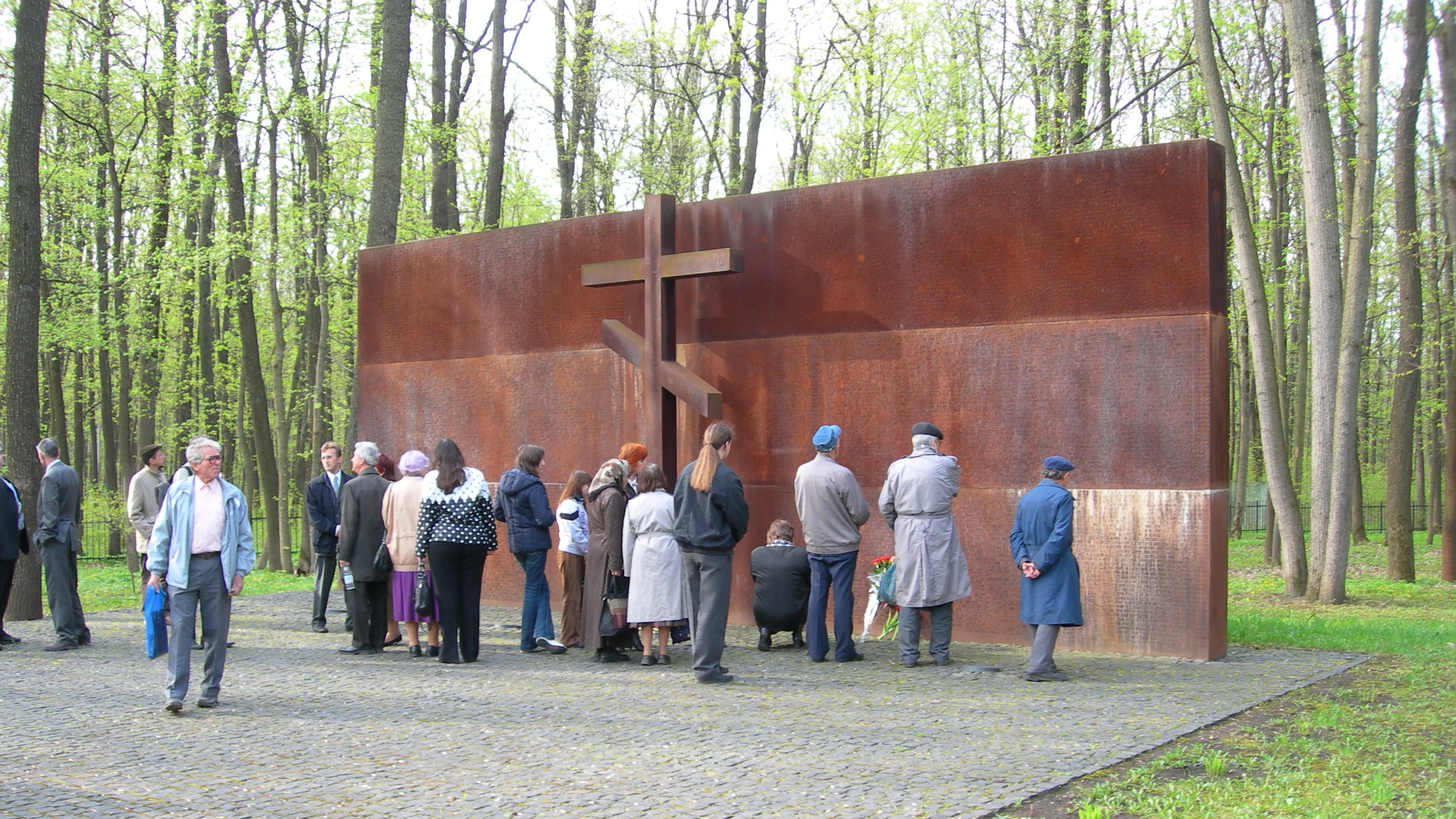
Monumento a los miles de intelectuales ucranianos asesinados por la NKVD en Pyatykhatky, en las afueras de Járkov, en 1937 y 1938.

El sitio fue declarado Memorial en julio del 2000, en recuerdo de los intelectuales ucranianos asesinados por la NKVD en 1937 y 1.938 y de los miles de oficiales polacos asesinados en 1940. Los fondos para la construcción del memorial fueron proporcionados por el Gobierno polaco y las obras fueron realizadas por los ucranianos. Una campana suena cada hora. Las placas de todos los oficiales polacos asesinados en el lugar están expuestas al público, dispuestas en filas, con el nombre, rango y lugar de nacimiento.
Los nombres de los intelectuales ucranianos asesinados están grabados en un muro de acero que, debido al óxido, da la sensación de que el monumento sangra continuamente. Se trata principalmente de escritores, músicos, profesores y autores teatrales.
Como complemento de la construcción del Memorial se colocó una placa conmemorativa en la esquina de las calles Radnarkomivska y Chernyshévskoho de Járkov, en donde se encontraba la sede de la NKVD y donde se efectuaron las matanzas.

### Vínculos internos
- Masacre de Katyn
- Cementerio Memorial de Levashovo, cerca de San Petersburgo
- Fosas comunes de Kurapaty, cerca de Minsk, Bielorrusia
- Svirlag, en el noroeste de Rusia.
- Campo de fusilamiento de Communarka, cerca de Moscú
- Fosas comunes de Demianiv Laz, cerca de Ivano-Frankivsk, en Ucrania
- Fosas comunes de Bútovo, cerca de Moscú.
- Sandarmokh (en ruso Сандармох) en Carelia
- Fosas comunes soviéticas de Mednoye, cerca de Tver, antes Kalinin, en Rusia
- Masacre de Vinnytsia, en Ucrania.
- Enterramientos de Bykivnia, en las afueras de Kiev.
- Vasili Blojín